# Abdul Mateen Bolkiah
Paduka Sri Pangiran Anak ‘Abdu’l Mateen (in jawi: عبد المتين; Bandar Seri Begawan, 10 agosto 1991) è un principe e militare bruneiano.

## Biografia
Abdul Mateen Bolkiah è nato il 10 agosto 1991 ed è figlio sultano Hassanal Bolkiah e della sua seconda moglie Dayang Hajah Mariam. Sua madre è anglo-giapponese.
Ha ricevuto la sua istruzione elementare presso la St. Andrew's School di Bandar Seri Begawan. Ha compiuto gli studi secondari al Paduka Seri Begawan Sultan Science College e alla Jerudong International School, entrambe sono le migliori scuole del paese.
Nel maggio del 2010 è stato ammesso al corso per ufficiali dell'esercito regolare insieme ad altre 200 reclute presso la Reale accademia militare di Sandhurst. Nell'aprile del 2011 ha ricevuto la commissione come ufficiale cadetto e promosso al grado di secondo tenente.
Nel luglio del 2014 ha conseguito la laurea in politica internazionale presso il King's College di Londra. La cerimonia di conferimento si è tenuta presso il Barbican Centre di Londra. Nel luglio del 2016 ha conseguito il Master of Arts in studi internazionali e diplomazia presso la School of Oriental and African Studies dell'Università di Londra.
Nel marzo del 2018 ha conseguito la licenza di pilota di elicotteri nella scuola di volo elicotteristico della base RAF di Shawbury. Suo padre gli ha conferito il RAF Wing Badge.
Attualmente presta servizio come capitano nelle Forze armate reali del Brunei.
Il principe ha rappresentato il suo paese nelle competizioni di polo ai Giochi del Sud-est asiatico del 2017, dove ha ottenuto un bronzo, e del 2019.

## Matrimonio
Il matrimonio reale del principe Abdul Mateen e Anisha Rosnah binti Adam è stato dichiarato su ordine del sultano Hassanal Bolkiah. Il 7 gennaio 2024, Majlis Istiadat Bersuruh Diraja segnerà l'inizio del matrimonio reale. La sposa è la nipote di Pehin Dato Isa bin Ibrahim, consigliere speciale del sultano del Brunei. La celebrazione durerà dieci giorni e comprenderà numerose cerimonie religiose.

## Ascendenza
|                         |     |                                             | Genitori                   |  |  | Nonni |  |  | Bisnonni                 |  |  | Trisnonni                     |  |
|                         |     |                                             |                            |  |  |       |  |  | Muhammad Jamalul Alam II |  |  | Hashim Jalilul Alam Aqamaddin |  |
|                         |     |                                             |                            |  |  |       |  |  | Muhammad Jamalul Alam II |  |  | Hashim Jalilul Alam Aqamaddin |  |
|                         |     | Pengiran Siti Fatima                        |                            |  |  |       |  |  | Muhammad Jamalul Alam II |  |  |                               |  |
| Omar Ali Saifuddien III |     |                                             |                            |  |  |       |  |  | Muhammad Jamalul Alam II |  |  |                               |  |
|                         |     | Pengiran Anak Fatima                        | Pengiran Anak Saiful Rijal |  |  |       |  |  |                          |  |  |                               |  |
|                         |     | Pengiran Anak Fatima                        | Pengiran Anak Saiful Rijal |  |  |       |  |  |                          |  |  |                               |  |
|                         |     | Pengiran Anak Fatima                        | Pian Jamaliah              |  |  |       |  |  |                          |  |  |                               |  |
| Hassanal Bolkiah        |     | Pengiran Anak Fatima                        |                            |  |  |       |  |  |                          |  |  |                               |  |
|                         |     | Pengiran Anak Abdul Rahman                  | Pengiran Muda Besar Omar   |  |  |       |  |  |                          |  |  |                               |  |
|                         |     | Pengiran Anak Abdul Rahman                  | Pengiran Muda Besar Omar   |  |  |       |  |  |                          |  |  |                               |  |
|                         |     | Pengiran Anak Abdul Rahman                  | Pengiran Anak Siti Khadija |  |  |       |  |  |                          |  |  |                               |  |
| Pengiran Anak Damit     |     | Pengiran Anak Abdul Rahman                  |                            |  |  |       |  |  |                          |  |  |                               |  |
|                         |     | Pengiran Fatima                             | Radin Haji Hassan          |  |  |       |  |  |                          |  |  |                               |  |
|                         |     | Pengiran Fatima                             | Radin Haji Hassan          |  |  |       |  |  |                          |  |  |                               |  |
|                         |     | Pengiran Fatima                             | Hajah Zainab               |  |  |       |  |  |                          |  |  |                               |  |
| ’Abdul Mateen Bolkiah   |     | Pengiran Fatima                             |                            |  |  |       |  |  |                          |  |  |                               |  |
|                         | ... | ...                                         |                            |  |  |       |  |  |                          |  |  |                               |  |
|                         | ... | ...                                         |                            |  |  |       |  |  |                          |  |  |                               |  |
|                         | ... | ...                                         |                            |  |  |       |  |  |                          |  |  |                               |  |
| Abdul Aziz bin Abdullah | ... |                                             |                            |  |  |       |  |  |                          |  |  |                               |  |
|                         |     | ...                                         | ...                        |  |  |       |  |  |                          |  |  |                               |  |
|                         |     | ...                                         | ...                        |  |  |       |  |  |                          |  |  |                               |  |
|                         |     | ...                                         | ...                        |  |  |       |  |  |                          |  |  |                               |  |
| Mariam binti Abdul Aziz |     | ...                                         |                            |  |  |       |  |  |                          |  |  |                               |  |
|                         |     | Pangiran Muhammad Salleh bin Pangiran Munap | Pangiran Munap             |  |  |       |  |  |                          |  |  |                               |  |
|                         |     | Pangiran Muhammad Salleh bin Pangiran Munap | Pangiran Munap             |  |  |       |  |  |                          |  |  |                               |  |
|                         |     | Pangiran Muhammad Salleh bin Pangiran Munap | ...                        |  |  |       |  |  |                          |  |  |                               |  |
| Pangiran Rashida        |     | Pangiran Muhammad Salleh bin Pangiran Munap |                            |  |  |       |  |  |                          |  |  |                               |  |
|                         |     | ...                                         | ...                        |  |  |       |  |  |                          |  |  |                               |  |
|                         |     | ...                                         | ...                        |  |  |       |  |  |                          |  |  |                               |  |
|                         |     | ...                                         | ...                        |  |  |       |  |  |                          |  |  |                               |  |
|                         |     | ...                                         |                            |  |  |       |  |  |                          |  |  |                               |  |